# گل لادن
گل لادن(نام علمی: Tropaeolum majus) نام یک گونه از سرده لادن است.

## نگارخانه

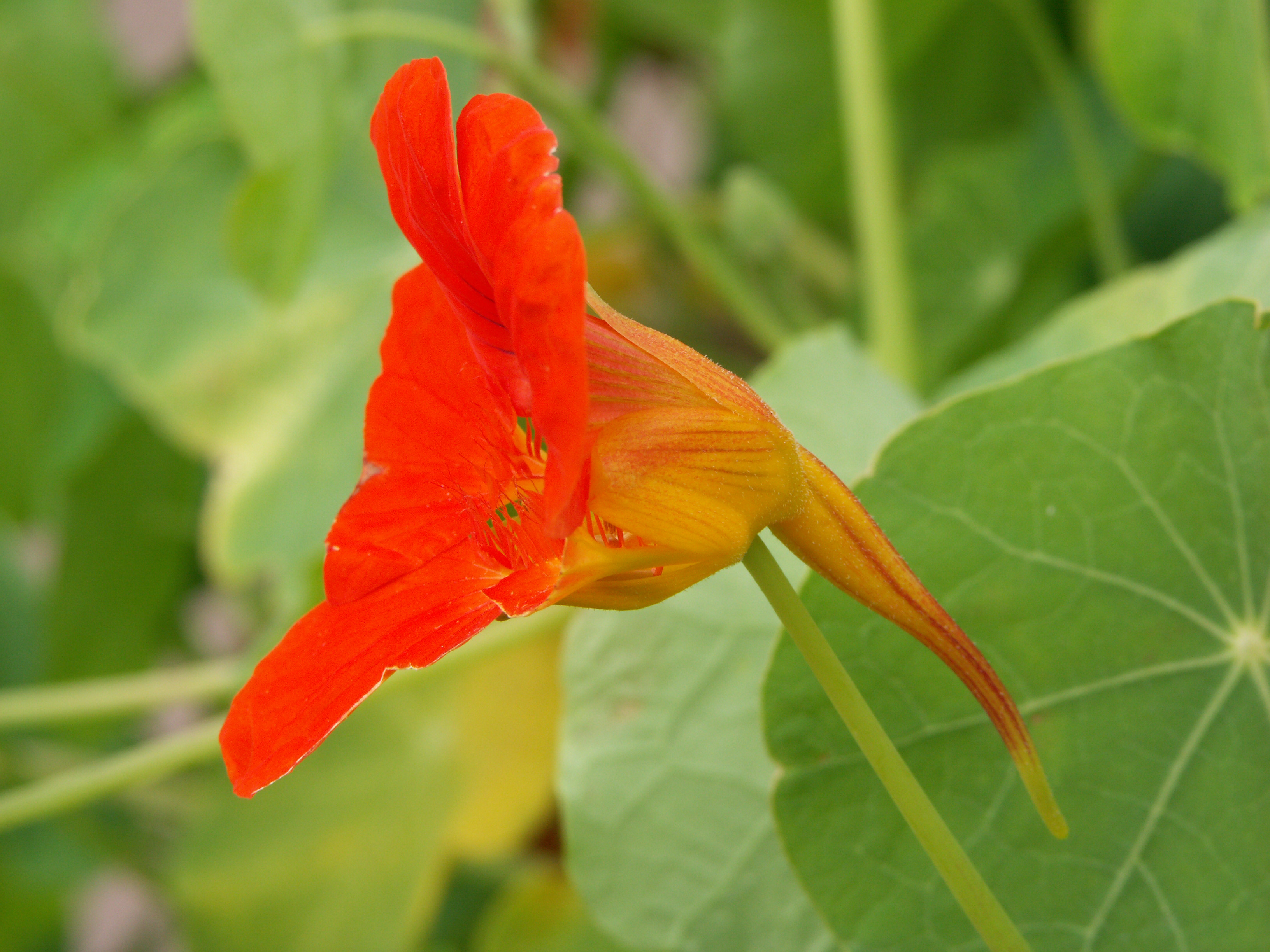
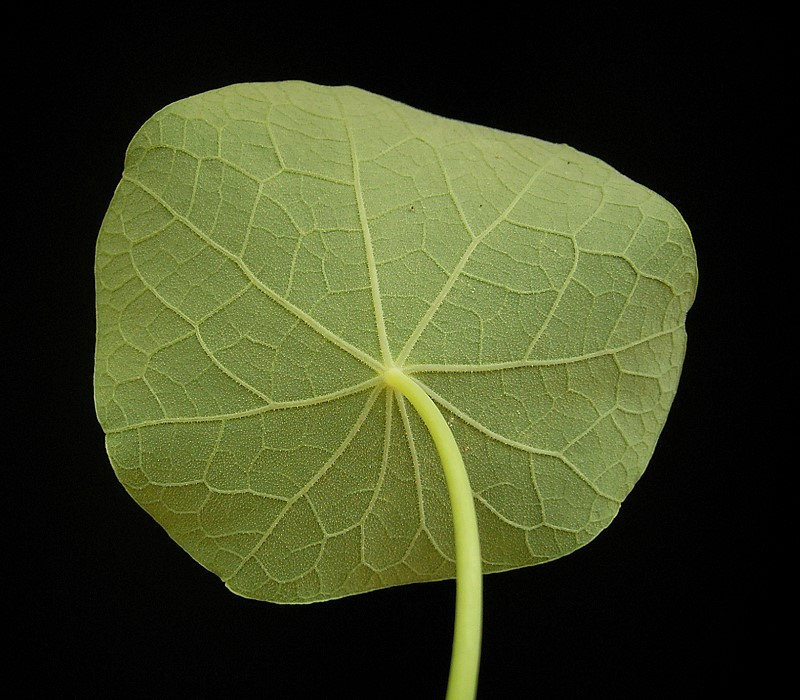
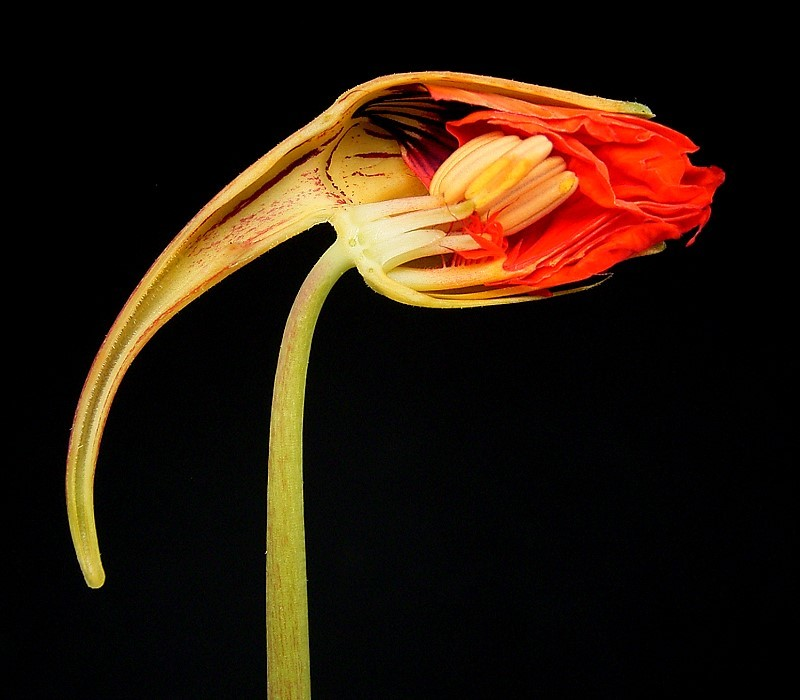
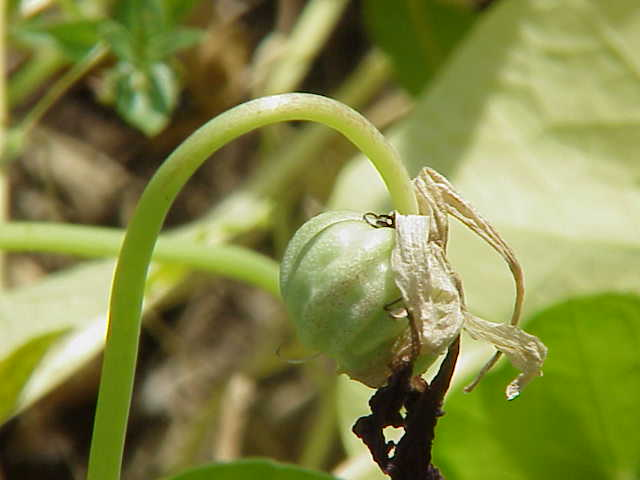